# Souvenirs d'un autre monde
 (mars 2025).
La mise en forme du texte ne suit pas les recommandations de Wikipédia : il faut le « wikifier ».
Les points d'amélioration suivants sont les cas les plus fréquents :
- Les titres sont pré-formatés par le logiciel. Ils ne sont ni en capitales, ni en gras.
- Le texte ne doit pas être écrit en capitales (les noms de famille non plus), ni en gras, ni en italique, ni en « petit »…
- Le gras n'est utilisé que pour surligner le titre de l'article dans l'introduction, une seule fois.
- L'italique est rarement utilisé : mots en langue étrangère, titres d'œuvres, noms de bateaux, etc.
- Les citations ne sont pas en italique mais en corps de texte normal. Elles sont entourées par des guillemets français : « et ».
- Les listes à puces sont à éviter, des paragraphes rédigés étant largement préférés. Les tableaux sont à réserver à la présentation de données structurées (résultats, etc.).
- Les appels de note de bas de page (petits chiffres en exposant, introduits par l'outil «  Source ») sont à placer entre la fin de phrase et le point final[comme ça].
- Les liens internes (vers d'autres articles de Wikipédia) sont à choisir avec parcimonie. Créez des liens vers des articles approfondissant le sujet. Les termes génériques sans rapport avec le sujet sont à éviter, ainsi que les répétitions de liens vers un même terme.
- Les liens externes sont à placer uniquement dans une section « Liens externes », à la fin de l'article. Ces liens sont à choisir avec parcimonie suivant les règles définies. Si un lien sert de source à l'article, son insertion dans le texte est à faire par les notes de bas de page.
- La présentation des références doit suivre les conventions bibliographiques. Il est recommandé d'utiliser les modèles {{Ouvrage}}, {{Chapitre}}, {{Article}}, {{Lien web}} et/ou {{Bibliographie}}. Le mode d'édition visuel peut mettre en forme automatiquement les références.
- Insérer une infobox (cadre d'informations à droite) n'est pas obligatoire pour parachever la mise en page.

Pour une aide détaillée, merci de consulter Aide:Wikification.
Si vous pensez que ces points ont été résolus, vous pouvez retirer ce bandeau et améliorer la mise en forme d'un autre article.
Albums de Alcest
Écailles de lune
(2010)
Souvenirs d'un autre monde est le premier album du groupe de post-black metal français Alcest, sorti le 8 août 2007. Le titre de l'album fait référence à la signification de la musique d'Alcest, que le leader et auteur-compositeur, Neige, voit comme ses souvenirs d'un monde lointain avec lequel il a été en contact.
Bien qu'ils soit représentatif des futurs albums, Souvenirs d'un autre monde diffère sensiblement du premier EP d'Alcest, Le Secret (2005), s'éloignant de leur son original et s'orientant vers une direction plus post-metal et shoegaze, tout en conservant des éléments de black metal dans leur musique. Il s'agit du dernier album sur lequel Neige joue de tous les instruments, le batteur Winterhalter l'ayant rejoint sur les albums suivants.

## Réception
Souvenirs d'un autre monde a reçu des critiques généralement positives. Brian Way d'AllMusic a salué l'aspect émotionnel de l'album, affirmant qu'il exprimait « le désir, la nostalgie, le triomphe et une paix bienheureuse, le tout sans une seule parole en anglais (discernable). De nombreux critiques ont souligné les influences stylistiques uniques de l'album, Brad Angle de Revolver le décrivant comme « étonnamment profond et touchant. Là où de nombreux disques de black metal creusent des tunnels vers les profondeurs obscures de leurs auteurs, Souvenirs d'un autre monde se tourne vers l'extérieur et le haut, encourageant l'auditeur à se libérer de la réalité et à flotter dans l'éther. » 
Kyle Ward de Sputnikmusic  été moins impressionné par l'album, écrivant que « Les idées présentées dans Souvenirs d'un autre monde sont solides et plutôt révolutionnaires pour le genre, mais l'écriture des chansons est si manifestement défectueuse que tout espoir de voir cette idée fantastique se réaliser est rapidement emporté, pour ne plus jamais revenir. »

En 2016, le site Pitchforka classé l'album au 32e rang de sa liste des « 50 meilleurs albums shoegaze de tous les temps », en déclarant :

« Le flou du black metal et celui du shoegaze : lorsque les deux genres ont commencé à prospérer au début des années 1990, les similitudes n’étaient pas évidentes. Mais au début des années 2000, leur convergence semblait inévitable. Le musicien français Neige s’est éloigné de la scène black metal en 2005 avec le premier EP de son groupe mélodique et mélancolique Amesoeurs, mais il a fallu attendre le premier album de son projet suivant, Souvenirs d’un autre monde d’Alcest, pour que sa double passion pour le black metal et le shoegaze s’épanouisse. Le titre de l’album de 2007 signifie « souvenirs d’un autre monde ». Neige a ainsi imprégné ses six titres de guitares acoustiques translucides, de nuages de distorsion fulgurants et d’harmonies tendres et vaporeuses. L’écriture est cosmos, même si l’intensité propulsive du disque rappelle constamment les origines metal d’Alcest. Parallèlement, il a réinventé le shoegaze. pour un nouveau siècle, prouvant à quel point cette ressource sonore pourrait être renouvelable. »

## Liste des morceaux
Toutes les chansons sont écrites et composées par Neige.
| Souvenirs d'un autre monde track listing | Souvenirs d'un autre monde track listing | Souvenirs d'un autre monde track listing | Souvenirs d'un autre monde track listing | Souvenirs d'un autre monde track listing | Souvenirs d'un autre monde track listing | Souvenirs d'un autre monde track listing | Souvenirs d'un autre monde track listing | Souvenirs d'un autre monde track listing | Souvenirs d'un autre monde track listing |
| No                                       | Titre                                    | Durée                                    |                                          |                                          |                                          |                                          |                                          |                                          |                                          |
| ---------------------------------------- | ---------------------------------------- | ---------------------------------------- | ---------------------------------------- | ---------------------------------------- | ---------------------------------------- | ---------------------------------------- | ---------------------------------------- | ---------------------------------------- | ---------------------------------------- |
| 1.                                       | Printemps émeraude                       | 7:19                                     |                                          |                                          |                                          |                                          |                                          |                                          |                                          |
| 2.                                       | Souvenirs d'un autre monde               | 6:08                                     |                                          |                                          |                                          |                                          |                                          |                                          |                                          |
| 3.                                       | Les Iris                                 | 7:41                                     |                                          |                                          |                                          |                                          |                                          |                                          |                                          |
| 4.                                       | Ciel errant                              | 7:12                                     |                                          |                                          |                                          |                                          |                                          |                                          |                                          |
| 5.                                       | Sur l'autre rive je t'attendrai          | 6:50                                     |                                          |                                          |                                          |                                          |                                          |                                          |                                          |
| 6.                                       | Tir nan Og                               | 6:10                                     |                                          |                                          |                                          |                                          |                                          |                                          |                                          |
| 41:20                                    |                                          |                                          |                                          |                                          |                                          |                                          |                                          |                                          |                                          |

## Personnel
Alcest
- Neige – chant, guitares, basse, clavier, batterie

Additional personnel
- Audrey Sylvain – chant sur "Sur l'autre rive je t'attendrai"
- Fursy Teyssier – artwork